# Naksoški kolos
Naksoški kolos je kip kurosa iz naksoškega marmorja, ki je bil visok okoli 9 metrov. Hranijo ga v muzeju na Delosu in je z enega od kikladskih otokov. Kolos je arhaična monumentalna skulptura iz konca 7. stoletja pr. n. št. in eden največjih znanih kipov kurosa . Samo kuros iz Apollonasa, ki je še vedno nedokončan v kamnolomu pri Apollonasu, je večji, visok je 10,7 metra. Naksoški kolos je razbit na več delov.

## Kip
Na sprednji strani podstavka je napis, poroča Kirijak Ankonski v 15. stoletju, ki se glasi »ΝΑΞΙΟΙ ΑΠΟΛΛΩΝΙ« (Naxioi Apolloni, 'Naksos (to posveča) Apolonu'), tako da je kip iz marmorja verjetno Apolon.

### Opis
Kip je razbit na več delov. Osnova meri 3,48 x 5,08 m, zgornji del trupa je visok okoli 2,3 metra in spodnji del trupa približno 1,15 metra. Levo stopalo, ki ga hranijo v Britanskem muzeju, je dolgo 0,57 metra. V levi roki je luknja, v kateri je bil najbrž lok. Glava in zgornji del nog sta izgubljena.
Na zgornji strani spodnjega torza je bil 20 do 30 cm širok bronast pas, kar se je dalo razbrati iz vrste luknjic v marmorju. Na straneh zgornjega torza, približno 40 cm nad pasom, so luknje, v katere so bile pritrjene roke. Na vratu so sledovi obročev. Na zadnji strani podstavka je napis, ki se glasi: »[τ]ο̑  ἀϝυτο̑ λίθο̄ ε̄̓μὶ ἀνδριὰς καὶ τὸ σφέλας« (na awuto litho emi andrias kai to spelas, 'jaz sem isti kamen – kip in podstavek'). 

### Prevoz in postavitev
Kolos je nastal v kamnolomu marmorja v bližini Melanesa na kikladskem otoku Naksos. Ni bil tu izklesan, razen najosnovnejšega oblikovanja, ampak je bil prepeljan približno deset kilometrov daleč v pristanišče Naksos. Nedokončan kip, ki je tehtal približno 30 ton, je bil prepeljan z ladjo na Delos. Imeli so ladje, ki so lahko prevažale več kot 40 ton, vendar je bil tovor težaven za prevoz. Zamislili so si, da bodo na pol izdelan kolos prepeljali z dvema ladjama, povezanima skupaj.
Za postavitev kolosa je bil izdelan oder, ki je bil približno 11 metrov visok, da bi ga lahko dvignili pokonci s škripci in vrvmi. Kip je stal na vidnem mestu, tako da ga je bilo mogoče videti od daleč in je bil na otoku višji od vseh znanih stavb. V končni obliki je tehtal okoli 25 ton.